# Emanuelle Davin
Emanuelle Katja Linnea Modig Davin, född 4 november 1988, är en svensk skådespelare och dramatiker. Hon har blivit uppmärksammad för pjäser som ställer frågor kring manligt och kvinnligt och det nutida samtalet kring dessa frågor. Som skådespelare har hon bland annat synts på Dalateatern och i en Beck-film. 

## Biografi
Emanuelle Davin gick 2017 ut Teaterhögskolan i Göteborg.
Hon har på senare år gjort flera uppmärksamma pjäser på den oberoende Teater Reflex i Kärrtorp i Stockholm. Det har bland annat handlat om att skapa politisk teater med ett konservativt budskap, vilket Davin inte sett så mycket av i en miljö där underhållningsteater för en borgerlig publik och politisk teater för vänsterorienterade människor är de dominerande teaterformerna. Teater Reflex har även förknippats med en provocerande spelstil med målet att få publiken att tänka, jämförbart med Teater Galeasen under 1980-talet.

### GudarnaochGangbang
I Gudarna – med undertiteln La tragedia umana (italienska för 'Den mänskliga tragedin') – stod "den vite straighte mannen" i centrum; pjäsen var i sig en nytolkning av Dantes Den gudomliga komedin. Här hade de klassiska dödssynderna dock omtolkats till mer moderna "synder", och "helvetets nio kretsar" var här befolkade av fenomen som skeva mansideal, extremism, porr, makt, knark, våld, psykisk ohälsa, häxjakter, svek, självmord och övergrepp. Alla rollerna var besatta av manliga skådespelare, i en pjäs med föresatsen att besvara frågan "Vad händer med en människa när den utpekas som förövare?" Gudrun Schyman och Alexander Bard var två av deltagarna i de samtalskvällar som inspirerade inför manusprocessen.
Gudarna recenserades i kultwatch.se, där Hana Suzuki Ernström ansåg att pjäsen mest verkade göra intryck på vita kränkta cis-män. Hon förvånades också över hur pjäsen verkade tala i ett så högt tonläge. Det kraftfulla fysiska utspelet noterades också i Svenska Dagbladet, vars Lars Ring uppskattade den bitska kritiken av "dumrå manlighet".
I november 2020 återkom Davin och Teater Reflex med en uppföljande pjäs. I Gangbang (jämför gangbang) ställdes frågan "Vad händer med en människa när den utpekas som offer?" Denna gång var fokus inte på mannen utan på kvinnan, en person som i teatersammanhang ofta får ikläda sig rollen som offer. Pjäsen utgick från en sexarbetare och hennes arbete som ofta och i mångas ögon per definition gör henne till just ett offer. Idé och manus till pjäsen togs fram av Davin i samarbete med skådespelarna från Gudarna, och på grund av covid-19-pandemin fick pjäsen lov att sättas upp som en digital föreställning som sändes via Zoom.
Svenska Dagbladets Ylva Lagercrantz Spindler tyckte pjäsen var obehaglig, väckte frustration och frågor. Hon ansåg även att pjäsen visar på den maktförskjutning som kan ske trots avtal och samtycke. I Dagens Nyheter ansåg Kristina Lindquist att pjäsen presenterade en klichéfylld och svag idéteater som ändå hade nerv.

### Övriga aktiviteter
För Riksteatern och Kulturhuset Stadsteatern skapade Davin (i regisamarbete med Anna Novovic) 2022 pjäsen In memoriam. Denna enaktare kretsar kring de två systrarna – spelade av Ann Petrén och Lotta Tejle – och deras tankar kring det nu svunna stjärnglansen. Tillsammans ältar de minnen, inklusive ett som ingen av dem vill ta i. Pjäsen ville tala om femininitet i olika ålder, liksom om svårigheten att vara människa. Historien tar även upp toxisk femininitet och kvinnliga härskartekniker, delvis baserat på dramatikerns egna upplevelser.
I filmsammanhang har Davin bland annat synts i Beck – Rage Room (2022), där hon spelade rollen som "Suss Stenson".

## Familj
Emanuelle Davins fyra år yngre syster Amanda verkar inom filmen. Hon har en bakgrund som barnskådespelare och har senare studerat filmregi.

## Teater

### Roller (ej komplett)
| År   | Roll | Produktion                    | Regi           | Teater                |
| ---- | ---- | ----------------------------- | -------------- | --------------------- |
| 2006 |      | Cleansed Sarah Kane           | Kjersti Horn   | Dramatiska institutet |
| 2017 |      | Att bossa en bitch Lotta Grut | Karin Holmberg | Dalateatern           |

### Regi
| År   | Produktion                  | Upphovsmän      | Teater                                |
| ---- | --------------------------- | --------------- | ------------------------------------- |
| 2019 | Gudarna – La tragedia umana | Emanuelle Davin | Teater Reflex                         |
| 2020 | Gangbang                    | Emanuelle Davin | Teater Reflex                         |
| 2022 | In memoriam                 | Emanuelle Davin | Riksteatern/ Kulturhuset Stadsteatern |

Film
- Beck – Rage Room (2022; skådespelare, som "Suss Stenson")